# 암비테
암비테(스페인어: Ambite)는 스페인 중부의 마드리드 지방에 있는 지방 자치체이다. 알칼라 자치주에 속한다. 26km2의 면적에 인구 382명 (INE, 2013년 조사)이 거주하며, 인구 밀도는 14.69명/km2이다. 해발 770m 고도에 놓여 있다.
암비테에는 17세기에 지어진 마르케스 데 레가르다 궁전이 있다. 이 궁전은 국왕 펠리페 3세 통치 기간 동안 나폴리의 스페인 대사였던 알론소 데 테란테 이 카르데나스가 건설했다.

## 교통
암비테 시는 3개의 주요 버스 노선이 운행되고 있다.
- 260번: 알칼라데에나레스 (Alcalá de Henares) - 암비테 (Ambite) - 오루스코 (Orusco)
- 322번: 아르간다델레이 (Arganda del Rey) - 암비테 (Ambite)
- 326번: 마드리드 (콘데 데 카살 광장, Conde de Casal) - 몬데하르 (Mondejar) - 드리에베스 (Driebes)

## 흥미로운 명소
- 성모 승천 교회
- 마르케스 데 라가르다 궁전
- 눈 기념물
- 오래된 참나무